# Laze pri Dolskem
Laze pri Dolskem este o localitate din comuna Dol pri Ljubljani, Slovenia, cu o populație de 211 locuitori.